# Arboreto de la Universidad de Rochester

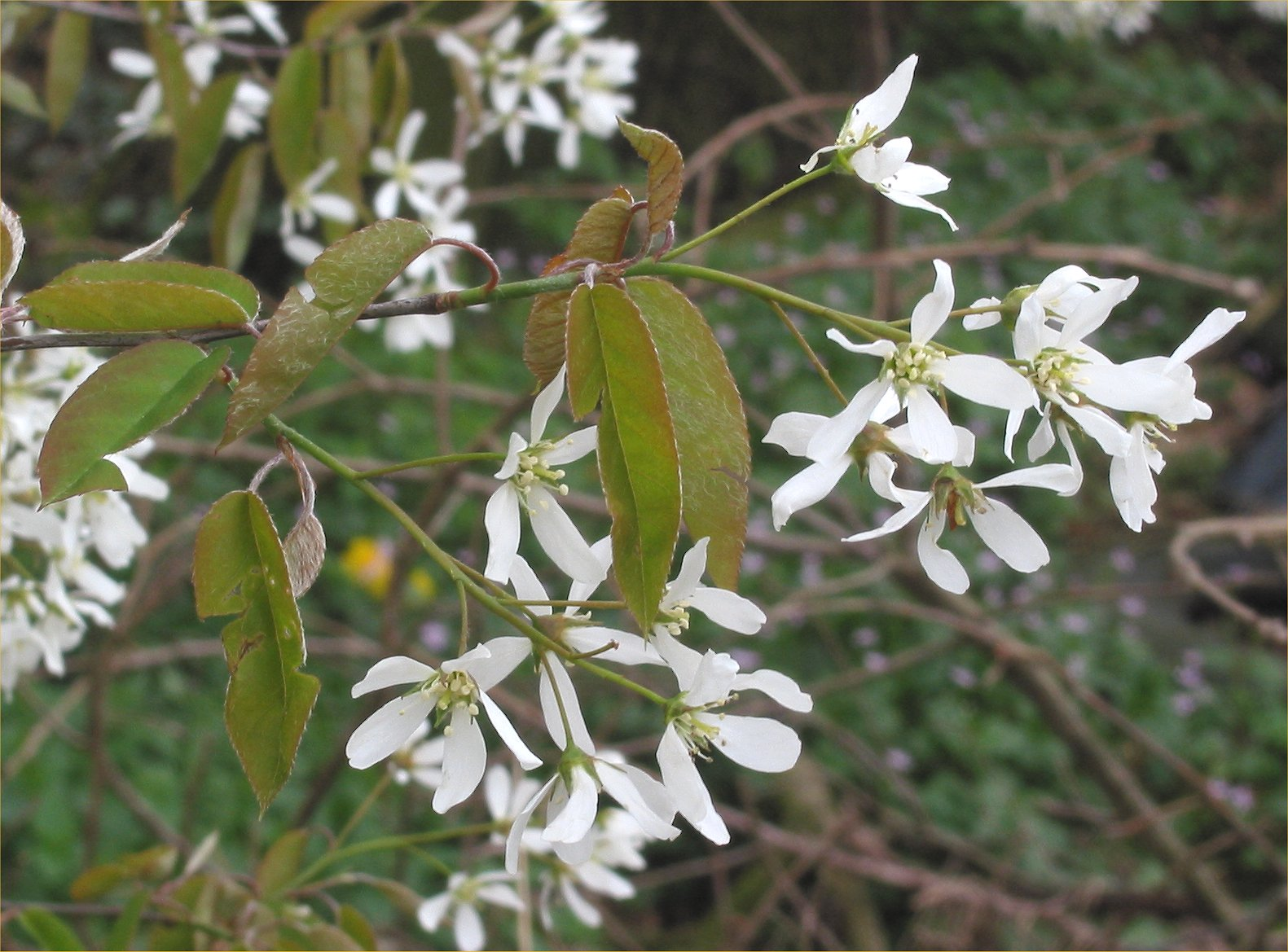
Flores del Guillomo canadiense (Amelanchier canadensis).

El Arboreto de la Universidad de Rochester (en inglés: University of Rochester Arboretum), es un arboreto situado en el campus de la Universidad de Rochester de la que depende administrativamente, en Rochester, Nueva York, Estados Unidos.

## Localización
University of Rochester Arboretum, 612 Wilson Blvd Rochester, Monroe County, New York 14627 United States of America-Estados Unidos de América.43°7′42″N 77°37′42″O / 43.12833, -77.62833
La entrada es libre.

## Historia
El "River Campus" (campus del río) está situado al lado de río Genesee en un sitio que previamente era propiedad del "Oak Hill Country Club". El renombrado arquitecto de paisaje Frederick Law Olmsted, senior. había diseñado un "River Walk" (paseo del río) con plantaciones de robles a lo largo del río; y después de que la universidad comprara el terreno en 1923, su hijo Frederick Law Olmsted, Jr. asesoró como diseñador del paisaje y consultor a los arquitectos del campus. En 1999 ciertas áreas del campus fueron designadas como el arboreto
El "River Walk" fue vendido recientemente a la ciudad de Rochester como parque público a lo largo de la orilla del río. En un 1 km ( ¾ de milla) de área entre "Elmwood Avenue" e "Intercampus Drive" hay 197 robles que representan a 15 especies.

## Colecciones
Los árboles del arboreto propiamente incluyen a :
Fagus grandifolia), Phellodendron amurense, Taxodium distichum, Nyssa sylvatica, Metasequoia glyptostroboides, Koelreuteria paniculata, Prunus 'Hally Jolivette', Styphnolobium japonicum), Zelkova serrata, Cercidiphyllum japonicum, Gymnocladus dioicus, Prunus serrulata 'Kanzan', Syringa villosa, Acer miyabei, Maclura pomifera, Acer griseum, Quercus rubra, Quercus coccinea, Ulmus glabra, Amelanchier canadensis, Liquidambar styraciflua y Liriodendron tulipifera. 
Aunque no estén localizados en el campus del río, los terrenos de la universidad también contienen dos árboles campeones del estado, un  sauce llorón y un Pinus ponderosa. Son los ejemplares mayores conocidos del estado de Nueva York.